# Kwiecień 2012

## 27 kwietnia
- W Dniepropietrowsku doszło do serii wybuchów. (gazeta.pl)

## 23 kwietnia
- Jan Karski, kurier Polskiego Państwa Podziemnego, świadek Holocaustu, przekazujący zachodnim przywódcom informacje na jego temat, został pośmiertnie odznaczony Medalem Wolności przez amerykańskiego prezydenta Baracka Obamę. (gazeta.pl)

## 13 kwietnia
- Korea Północna dokonała nieudanej próby wystrzelenia sztucznego satelity Ziemi Kwangmyŏngsŏng-3 za pomocą własnej rakiety nośnej Unha-3. (kosmonauta.net)

## 7 kwietnia
- Joyce Banda została zaprzysiężona na stanowisko prezydenta Malawi. (BBC)

## 6 kwietnia
- Azawad ogłosił deklarację niepodległości. (rp.pl)
- Katarzyna Pawłowska zdobyła złoty medal mistrzostw świata w kolarstwie torowym w konkurencji scratch. (rp.pl)
- Pod Wrocławiem miało miejsce trzęsienie ziemi o sile 4,4 stopni w skali Richtera. (gazeta.pl)

## 5 kwietnia
- W magazynie Nature zespół badawczy prof. Grzegorza Pietrzyńskiego z Obserwatorium Astronomicznego Uniwersytetu Warszawskiego opublikował artykuł odkryciu układu podwójnego gwiazd OGLE-BLG-RRLYR-02792. (rp.pl)
- W Korei Północnej otwarto hydroelektrownię Hyiczhon. (rp.pl)
- Zmarł konstruktor samochodu Porsche 911, Ferdinand Alexander Porsche. (rp.pl)
- Zmarł założyciel firmy Marshall Amplification, Jim Marshall. (BBC News)

## 4 kwietnia
- W stolicy Somalii, Mogadiszu doszło do zamachu terrorystycznego. (BBC World News)
- 100 rocznica zatonięcia Titanica

## 2 kwietnia
- Prezydent Węgier Pál Schmitt podał się do dymisji w związku z odebraniem mu stopnia doktora po popełnieniu plagiatu. (www.gazeta.pl, www.spiegel.de)